# F-02J
らくらくホン F-02J（エフ ゼロニ ジェイ）は、富士通コネクテッドテクノロジーズが開発した、NTTドコモの第3.9世代移動通信システム（Xi）と第3世代移動通信システム（FOMA）のデュアルモード端末で、ドコモ らくらくホンの一つである。

## 概要
本端末は、らくらくホンシリーズで初めてとなるAndroidフィーチャーフォン（いわゆるガラホ）である。富士通の携帯電話事業が本社からFCNTに移管されてから初のらくらくホンでもある。
2014年9月に発売されたiモード対応端末のらくらくホン8（F-08F）の実質的な後継機種にあたり、らくらくホンシリーズ共通の特徴である、口語調のメニュー画面やワンタッチボタン、らくらくホン8に搭載されていたゆっくりボイス、かんたんデコメ、お知らせ光ガイド、使い方ガイド、ワンタッチブザー（緊急ブザー機能）、音声読み上げ機能などは本端末でも継承されている。
また、らくらくホンシリーズのスマートフォンではらくらくスマートフォン3で対応したVoLTEにらくらくホンのフィーチャーフォンで初めて標準対応したほか、既搭載の「スーパーはっきりボイス」は、相手の声の強調に加えて補正も行う「スーパーはっきりボイス4」に進化。さらに、あらかじめ入力したユーザーの年齢に応じて高音部分を自動で補正して聞き取りやすくする「あわせるボイス2」や、ホールや劇場などの音の反響する場所で送話音声から反響音を削除して明瞭な音声を届ける「響（ひびき）カット」も搭載された。
既搭載のATOKは、豊富な単語数を持ち、長文を一括して変換でき、さ入れ表現・ら抜き表現といった日本語の乱れや誤った読み・仮名遣いも正しい候補に修正して表示する「かしこい変換機能」を備えた「Super ATOK ULTIAS for らくらく」に強化。活動量計機能などを備えた歩数計機能は、歩数に連動して待ち受け画面に応援メッセージを表示させたり、待ち受け画面で「四季」に設定している時には歩数計と連動し、歩数に応じて変化するようになった。
新機能としては、別売りのイヤホンと接続することで周りの音を大きくして聞き取りやすくする集音器機能、事前に設定をしておくことで、電話帳に登録されていない番号から電話がかかってきた時に、発信者側に迷惑電話対策を設定している旨を音声ガイダンスで伝えて牽制し、万一、迷惑電話だった時も会話の内容が録音される迷惑電話対策機能、薬を服用する時間になるとアラームで知らせる「お薬アラーム」、ブラウザやらくらくコミュニティなどパケット通信を多く使用する可能性がある機能に一律して制限をかけることで意図しないデータ通信を抑止する機能、時間帯を設定して閉じることで設定時間内での着信などの通知（音や振動）を抑止し、目覚ましを設定することでアラームと連動して解除させることができる「おやすみモード」を搭載。らくらくホン8で対応済みの防水（IPX5/X8等級相当）・防塵（IP5X等級相当）に加え、らくらくホンシリーズとして初めて、米国国防総省の調達基準であるMIL規格（MIL-STD-810G）の14項目に準拠する耐久性能も備わるようになった。
カラーは、らくらくホン8から継承されるゴールドとピンクに加え、らくらくホン7（F-09B）以来となるミントグリーンと、らくらくホン6（F-10A）以来となるネイビーを加えた4色展開となる。
なお、サブディスプレイはらくらくホン8のカラー液晶から、らくらくホンベーシック系などと同じSTN液晶に変更された。

## 歴史
- 2016年
  - 10月19日 - 2016-2017年冬春モデルの1機種として開発を発表[5]。
  - 12月9日 - 発売日を発表[6]。
  - 12月14日 - 発売開始。

## アップデート
最新のアップデートを実施した場合、過去に実施された不具合改善や機能追加も同時に適用される。
2017年3月23日のアップデート
- 特定のアプリケーションにおけるクラウド同期における動作が改善される
- ビルト番号がV21R058DからV22R060Cに変更される

2017年4月20日のアップデート
- 品質改善を実施
- ビルト番号がV22R060CからV23R061Aに変更される

2017年12月25日のアップデート
- ダイヤルボタンの不具合（バックライトが消灯しない場合がある）が改善される
- ビルト番号がV23R061AからV24R062Dに変更される

2018年3月1日のアップデート
- 歩数計の不具合（正しく表示されない場合がある）が改善される
- 「あんしんスキャン」と「あんしんナンバーチェック」に対応する
- ビルト番号がV24R062DからV27R065Aに変更される

2018年5月31日のアップデート
- 非通知設定に関する不具合（発信した際に正常に発信履歴が残らない場合がある）が改善される
- ビルト番号がV27R065AからV28R066Aに変更される

2018年8月30日のアップデート
- 品質改善を実施
- ビルト番号がV28R066AからV29R067Bに変更される

2019年4月23日のアップデート
- 祝日が正常に表示されない場合がある不具合が改善される
- ビルト番号がV29R067BからV30R068Bに変更される

2021年7月5日のアップデート
- スケジュール/メモにおける祝日情報が改善される
- ビルト番号がV30R068BからV32R071Aに変更される

2021年11月11日のアップデート
- 音声読み上げ用に登録した単語が削除できない場合がある不具合が改善される
- ビルト番号がV32R071AからV33R072Bに変更される